# Frank Muir
Pour les articles homonymes, voir Muir.
Frank Muir est un scénariste et acteur britannique né le 5 février 1920 à Broadstairs (Royaume-Uni), décédé le 2 janvier 1998 à Thorpe (en) dans le Surrey (Royaume-Uni).

## Biographie
Son complice d'écriture et de scène est Denis Norden et leur partenariat a duré la majeure partie de leurs carrières. Ensemble ils ont écrit Take It from Here (en) pour la BBC Radio pendant plus de 10 ans, puis ils apparaissent dans les émissions de BBC radio My Word! et My Music (en) durant 35 ans.

## Filmographie

### comme scénariste
- 1951 : Here's Television (TV)
- 1952 : Song of Paris
- 1953 : Barbara with Braden (TV)
- 1956 : Whack-O! (série TV)
- 1964 : A Child's Guide to Screenwriting (TV)
- 1964 : A Last Word on the Election (TV)
- 1966 : The Frost Report (série TV)

### comme acteur
- 1948 : The Clouded Crystal : Frank Butler
- 1953 : Week-end à Paris (Innocents in Paris) : A hearty man
- 1964 : How to Be an Alien (série TV)
- 1964 : A Child's Guide to Screenwriting (TV)
- 1971 : Grasshopper Island (série TV) : Dr Hopper
- 1980 : Comedy Tonight (TV) : Host
- 1992 : TV Heaven (série TV) : Presenter